# Birobidjan
Birobidjan (en rus Биробиджа́н, en jiddisch ראָבידזשאן) és la capital de la Província Autònoma dels Hebreus, a Rússia. És als marges dels rius Riu Bira i Bidjan, propera a la frontera amb la República Popular de la Xina i del ferrocarril Transsiberià. Segons el cens rus del 2002, tenia 77.250 habitants.
Els visitants hi poden trobar una ciutat sorprenentment verda. Hi ha molta indústria lleugera.
Hi ha un documental realitzat el 2002, L'Chayim, Comrade Stalin!, sobre la creació per part de Stalin de la Regió Autònoma dels Hebreus i l'assentament de milers de jueus, amb escenes de la història de la creació de la pàtria jueva i de la ciutat contemporània i entrevistes amb residents jueus.

## Clima
Birobidjan experimenta un clima continental humit (Classificació de Köppen Dwb) amb una diferència entre les temperatures mitjanes de gener i les de juliol de 39 °C. La temperatura mitjana anual és d'1,9 °C. La mitjana de gener és de -22,2 °C i la de juliol de 21,1 °C. La pluviometria mitjana anual és de 682 litres essent molt escassa a l'hivern (22 litres) i molt abundant a l'estiu (409 litres).
[www.retscreen.net/ru/home.php NASA RETScreen Database]

## Història
Birobidjan rep el nom pels dos grans rius de l'oblast: ele Riu Bira  i el Bidjan. Els dos rius són afluents de l'Amur. Aquesta ciutat va ser planificada per l'arquitecte suís Hannes Meyer, i fundada el 1931. Va esdevenir el centre administratiu de l'Oblast Autònom dels Jueus el 1934.

L'escriptor yiddish David Bergelson va promoure en gran part Birobidjan.
Arran de les purgues estalinistes, poc després de la creació de Birobidjan, els jueus van ser-ne un objectiu.

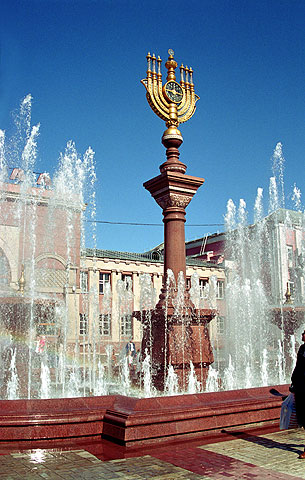
Un canelobre Menorà domina la plaça principal de Birobidjan

Poc després de la guerra, la població jueva a la ciutat va arribar al seu màxim amb unes 30.000 persones. A meitat de la dècada de 2010, només hi havia uns 2.000 jueus en tota la regió.